# Silverburn
La Silverburn est un cours d'eau de la région du Ronaldsway, sur l'île de Man.

## Géographie

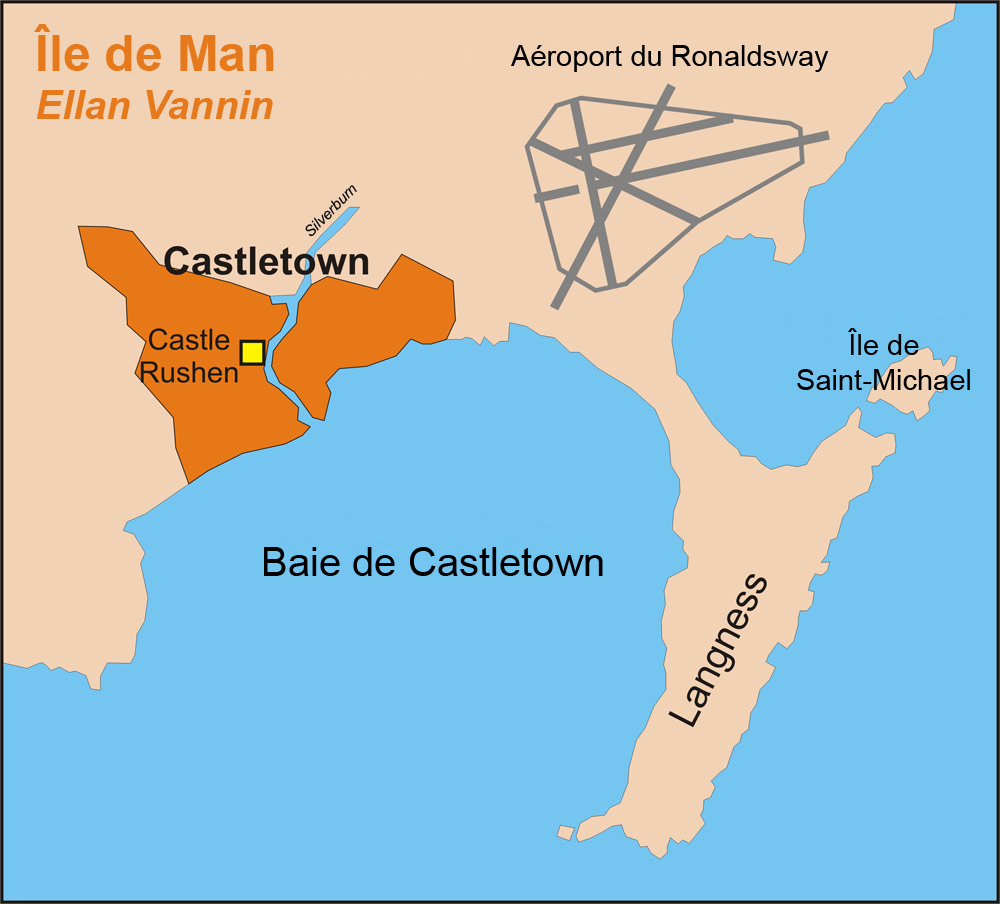
L'embouchure de la Silverburn à Castletown.

Elle prend sa source à Saint Marks et se jette dans la mer d'Irlande au niveau de Castletown après avoir traversé Ballasalla par les zones boisées de la vallée de Silverdale (en). La pêche peut y être pratiquée.
Sa longueur est d'environ 9 km et passe à moins d'un kilomètre à l'est de l'Aéroport du Ronaldsway, le seul aéroport civil commercial de l'île de Man.

## Risques d'inondation
De fortes précipitations peuvent de temps à autre provoquer le débordement de la rivière. C'est notamment le cas fin décembre 2012 où la rivière sort de son lit à Coill Road (Douglas) ou encore à Lake Road, obligeant l'intervention des services de secours.

## Galerie

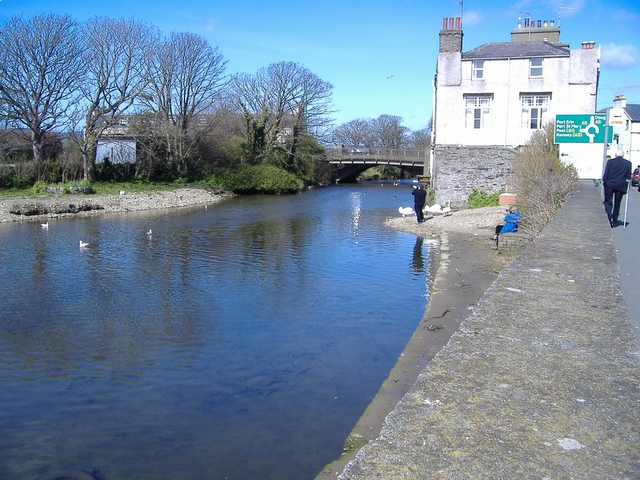
La Silverburn à Castletown
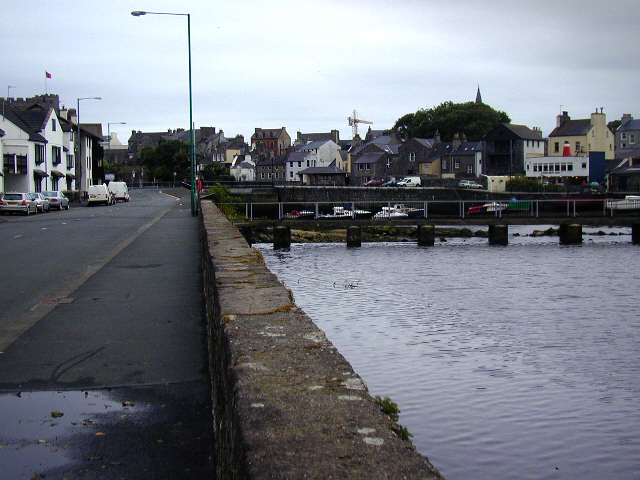
la Silverburn à l'approche du port de Castletown
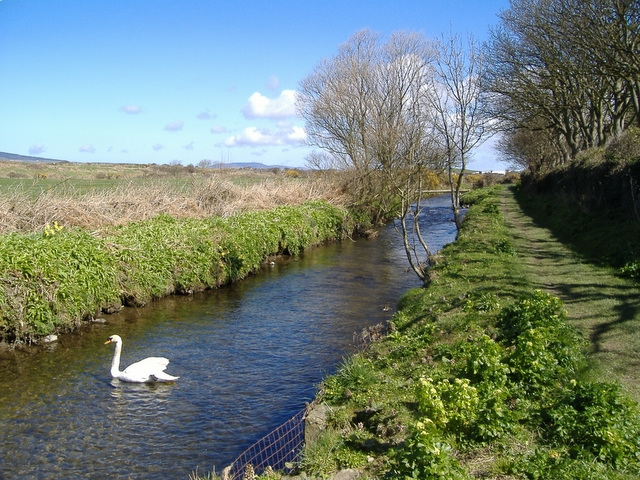
Chemin pièton longeant la Silverburn